# The Legend of Zelda: Majora's Mask
A The Legend of Zelda: Majora’s Mask (ゼルダの伝説 ムジュラの仮面; Zeruda no Denszecu: Mudzsura no Kamen, ’Zelda legendája: Mudzsura maszkja’) egy akció-kalandjáték, amit a Nintendo fejlesztette és adta ki az asztali Nintendo 64 konzolra. 2000-ben adták ki világszerte, mint a The Legend of Zelda sorozat hatodik fő része, és a második 3D-s grafikával, követve az 1998-as The Legend of Zelda: Ocarina of Time-ot, amelynek közvetlen folytatása. A játékot egy alkotócsapat tervezte, Aonuma Eidzsi, Koizumi Josiaki és Mijamoto Sigeru vezetésével. A Majora’s Mask kevesebb, mint két év alatt készült el. Elődjéhez képest fejlettebb grafikát és néhány játékmeneti változtatást tartalmazott, ugyanakkor újrahasználtak számos elemet és karakter modellt, amit a játék készítői kreatív döntésnek nevezett, ami szükséges volt az időkorlátozás miatt.
A Majora’s Mask története két hónappal az Ocarina of Time eseményei után játszódnak. Főszereplője Link, akinek személyes küldetése során Terminába jut el, egy Hyrule-al párhuzamos világba. Elérve Terminát, Link megtudja, hogy a világ veszélyben van, mivel a hold belezuhan a világba három napon belül.
A játék bemutatott számos elbeszélői koncepciót, az állandóan ismétlődő háromnapos ciklus és a különböző maszkok használata (amik által Link különféle lényekké alakulhat át) körül. Ahogy a játékos halad a játékban, Link számos zenét tanul meg játszani az Okarináján, amivel irányíthatja az idő áramlását, vagy kinyithatja a négy templom tömlöc bejáratait. A Zelda sorozat jellegzetessége, hogy a játék teljesítéséhez sikeresen kell bejárni számos tömlöcöt, mindegyikben számos ellenség és komplex rejtvény. Nintendo 64-en a Majora’s Maskhoz – de eltérően az Ocarina of Time-tól – szükséges az Expansion Pak, ami további memóriát biztosít a kifinomultabb grafikához és a képernyőn megjelenő karakterek nagyobb rugalmasságához.
A Majora’s Maskot széles körben ismerték el a kritikusok, és sokan tartják minden idők egyik legjobb videójátékának. Dicsérték a játékmenetet, a grafikát, a történetet, valamint megjegyezték a sötétebb tónust és témákat összehasonlítva a franchise más címeivel, és ezen kívül különálló művészeti stílusát és pályadizájnját. Annak ellenére, hogy a játékból csak fele annyi példány kelt el, mint elődjéből, valódi kultikus követést generált. A játékot újra kiadták 2003-ban GameCube-ra, a The Legend of Zelda: Collector’s Edition részeként; 2009-ben a Wii Virtual Console-jában; 2016-ban a Wii U Virtual Console-jában; valamint 2022 februárjában a Nintendo Switch Online szolgáltatáson belül. 2015 februárjában, Nintendo 3DS-re kiadták a játék felújított remake-jét, a The Legend of Zelda: Majora’s Mask 3D-t.

## Fordítás
- Ez a szócikk részben vagy egészben  a   The Legend of Zelda: Majora's Mask című angol Wikipédia-szócikk fordításán alapul.  Az eredeti cikk szerkesztőit annak laptörténete sorolja fel. Ez a jelzés csupán a megfogalmazás eredetét és a szerzői jogokat jelzi, nem szolgál a cikkben szereplő információk forrásmegjelöléseként.

## Külső hivatkozások
- Hivatalos weboldal
- The Legend of Zelda: Majora’s Mask a MobyGamesen